# Geron johnsoni
Geron johnsoni är en tvåvingeart som beskrevs av Joseph Hannum Painter 1932. Geron johnsoni ingår i släktet Geron och familjen svävflugor. Inga underarter finns listade i Catalogue of Life.